# WW Возничего
WW Возничего (лат. WW Aurigae), HD 46052 — двойная затменная переменная звезда типа Алголя (EA) в созвездии Возничего на расстоянии приблизительно 297 световых лет (около 91 парсека) от Солнца. Видимая звёздная величина звезды — от +6,54m до +5,86m. Орбитальный период — около 2,5251 суток. Возраст звезды оценивается как около 565 млн лет
.

## Характеристики
Первый компонент — белая Am-звезда спектрального класса A4m или A7m. Масса — около 1,964 солнечной, радиус — около 1,98 солнечного, светимость — около 13,5 солнечных. Эффективная температура — около 8350 К.
Второй компонент — белая Am-звезда спектрального класса A5m. Масса — около 1,814 солнечной, радиус — около 1,807 солнечного, светимость — около 10,5 солнечных. Эффективная температура — около 8170 К.